# La varsoviana

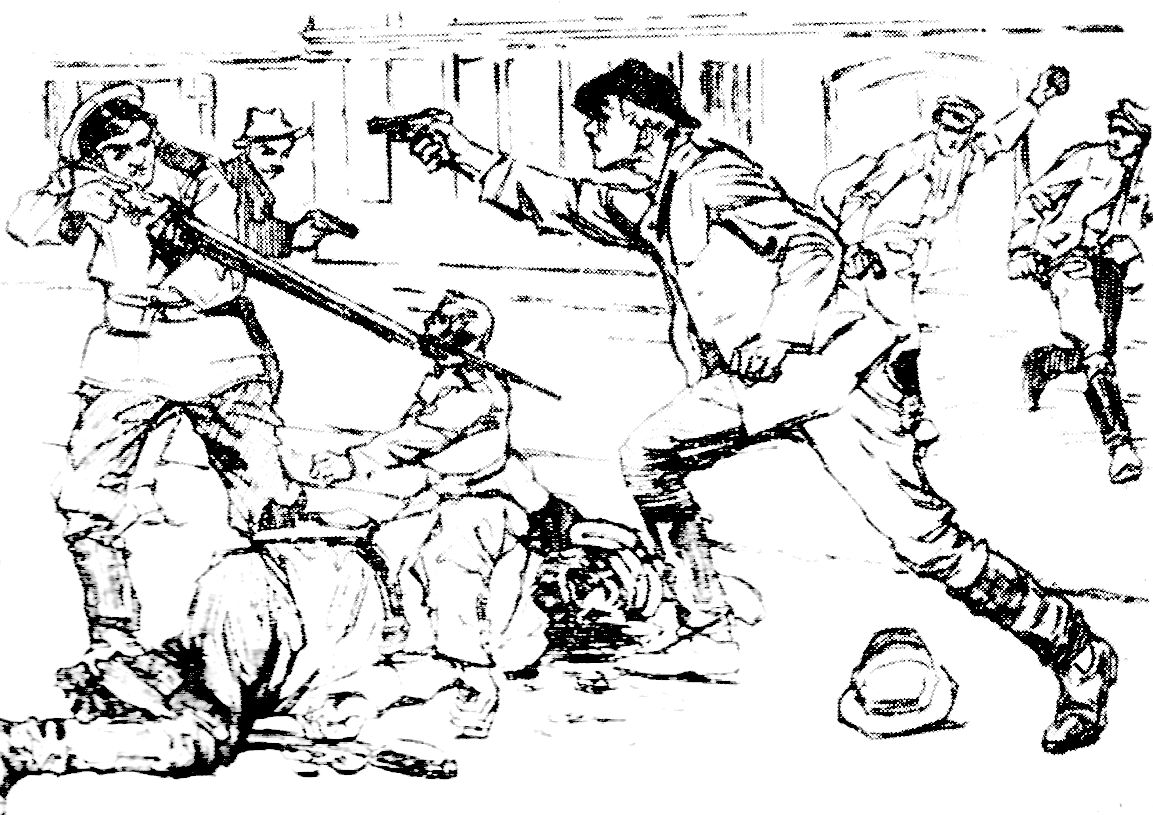
Dibujo de revolucionarios polacos en 1905

La varsoviana (en polaco: Warszawianka 1905 roku; en ruso: Варшавянка) es una canción revolucionaria polaca escrita en 1883 y recuperada en 1897 por el poeta polaco Wacław Święcicki. Fue muy popular en Rusia en el período revolucionario de 1905 y 1917. También se la denomina La varsoviana de 1905 para diferenciarla de una composición anterior llamada La varsoviana de 1831.

## Historia
Wacław Święcicki escribió la letra de esta canción en su celda del pabellón X de la cárcel de la Ciudadela de Varsovia en 1879 condenado por sus actividades socialistas. El texto fue publicado por primera vez el 15 de septiembre de 1883 en la edición de primer año de la revista Proletariado después de que Święcicki regresara de su exilio en Siberia. 
Aunque se cantaba entre los socialistas polacos, durante las manifestaciones que tuvieron lugar en marzo de 1885 en Varsovia fue haciéndose popular y extendiéndose fuera de los círculos socialistas. La canción ganó su nombre durante una manifestación del 1.º de Mayo de 1905 en Varsovia, cuando se convirtió en el himno de los trabajadores manifestantes.
La versión rusa está atribuida a Gleb Krzhizhanovski (1872-1959), compañero de Lenin, escritor y economista, líder del movimiento revolucionario en Rusia, del estado soviético y del PCUS, quien la realizó en 1897. Fue publicado en abril de 1900 en el número 6 de la revista Causa de los Trabajadores. En 1902, se editó en la colección de Canciones de la Revolución que publicó Iskra. Alcanzó gran popularidad durante la revolución de 1905.
La música está basada en la pieza anónima La Marcha de los Zuavos que ya había sido utilizada en la versión de La varsoviana 1831 aunque se ha sugerido en alguna ocasión que fue Stanisław Moniuszko quien lo compuso para la ópera Volsky.

## Versiones
- La versión más difundida entre la gente de habla hispana es la denominada A las barricadas utilizada por la CNT-AIT.

- En Alemania del Este se utilizó una versión en alemán como marcha militar.

- En Francia es la música de la canción de marcha de la 1.ª de paracaidistas húsares franceses, ahora con sede en Tarbes (Los Húsares Bercheny), se estima que por influencia de los guerrilleros españoles en la Resistencia durante la Segunda Guerra Mundial.

- Hay una versión en inglés creada por Paul Robeson que no ha sido popular.

- En la película de 1965 Doctor Zhivago es usada una versión instrumental de la canción, en la escena de las manifestaciones pacíficas en Moscú.

- En la escena inicial de la película de 1997 El chacal, La varsoviana 1905 es la música de fondo a las imágenes de la Revolución de Octubre.

- La letra inicial de la canción sirvió de título de la película Negras tormentas de 1953 del director soviético Mijaíl Kalatózov. Gleb Krzhizhanovski se presenta como el autor de la versión en ruso y el momento de la redacción del texto se piensa que es de 1897 durante el encarcelamiento de Krzhizhanovski en la prisión de Butyrka moscovita.

- En el año 1909, en relación con la difusión del movimiento de socialistas Łódź trabajadores, sobre la base de la melodía y el texto de La varsoviana 1905' se escribió Łodzianka, de autor desconocido.

- El Congreso Socialista Internacional celebrado el 14 de julio de 1889 en París aprueba una versión de esta canción como himno del Día del Trabajo. Se tituló El día 1 de mayo.

- El grupo Zero grabó la canción Boogie Woogie, que utiliza el lema de La varsoviana 1905 y las palabras de la canción Boogie Woogie todos los días del Zoo.

- En la novela La Era de San Skiminoka, cantó la línea cuando va a capturar la prisión.